# Albert Alois Scheurle
Albert Alois Scheurle (* 26. Januar 1898 in Waldstetten; † 11. Juni 1978 in Wangen im Allgäu) war ein deutscher Historiker und Archivar.

## Leben
Scheurle besuchte die Gymnasien in Schwäbisch Gmünd, Rottenburg und Rottweil. Von Februar 1917 bis Januar 1919 war er im Ersten Weltkrieg als Soldat der königlich württembergischen Gebirgsartillerie-Abteilung Nr. 4, in erster Linie an der Westfront eingesetzt. Von 1919 bis 1923 studierte er Philosophie, Geschichte, Germanistik und Romanistik an den Universitäten Tübingen, Frankfurt a. M. und München. Seit 1919 war er Mitglied der katholischen Studentenverbindung AV Guestfalia Tübingen im CV. Nach der Promotion arbeitete er zunächst als Journalist bei der Rems-Zeitung in Schwäbisch Gmünd und dem Deutschen Volksblatt in Stuttgart. Ab 1931 war Scheurle dann im höheren Schuldienst tätig, zunächst in Biberach an der Riß und von 1937 bis 1963 schließlich am Gymnasium Wangen im Allgäu. 1939 betreute Scheurle ehrenamtlich das Stadtarchiv in Wangen im Allgäu. Im Zweiten Weltkrieg war Scheurle beim Beobachtungs- und Entzifferungsdienst der Kriegsmarine in Langenargen, Kiel, Neumünster und Berlin eingesetzt. Nach seiner Pensionierung als Lehrer 1963 war Scheurle hauptberuflich Stadtarchivar von Wangen im Allgäu.
Seit 1935 war Albert Alois Scheurle mit Sophie Michaelis verheiratet, beide hatten zwei Söhne.

## Veröffentlichungen
- Der politische Katholizismus in Württemberg während der Jahre 1857–1871, Tübingen 1923 (Tübingen, Univ., Diss., 1923).
- Wangen im Allgäu: das Werden und Wachsen der Stadt. Walchner, Wangen im Allgäu 1950.
- Der Stadt Wangen Steuerbuch vom Jahre 1505. Oechelhäuser, Kempten (Allgäu) 1960 (Allgäuer Heimatbücher; 51) (Alte Allgäuer Geschlechter; 35).
- Wangen im Allgäu. Walchner, Wangen im Allgäu ca. 1960.
- Die Familie Ness in Wangen im Allgäu: Zur reichsstädtischen Sozial- und Kulturgeschichte der Barockzeit. In: Jahrbuch für Geschichte der oberdeutschen Reichsstädte: Esslinger Studien-. Bd. 11 (1965), S. 252–261.
- Die reformatorische Bewegung in Wangen im Allgäu. In: Ulm und Oberschwaben: Zeitschrift für Geschichte, Kunst und Kultur. Bd. 38 (1967), S. 132–143.
- Aus Wirtschaft und Verkehr der ehemaligen Reichsstadt Wangen im Allgäu. Stadtarchiv, Wangen im Allgäu 1970 (Wangener Hefte; 1).
- Aus Verfassung und Verwaltung der ehemaligen Reichsstadt Wangen im Allgäu: Beziehungen zum niederen Adel. Stadtarchiv, Wangen im Allgäu 1972 (Wangener Hefte; 2).
- Kriegs- und Notzeiten, Brauchtum und Kunst in der ehemaligen Reichsstadt Wangen im Allgäu. Stadtarchiv, Wangen im Allgäu 1973 (Wangener Hefte; 3).